# Juan Carlos Pugliese (hijo)
Juan Carlos Pugliese (Tandil, Buenos Aires, 31 de octubre de 1948-Ibidem., 21 de septiembre de 2020), fue un abogado, escritor, y académico argentino destacado por su gestión en política universitaria.

## Trayectoria

### Antecedentes en Política Universitaria
Entre 1984 y 1992 fue rector de la Universidad Nacional del Centro de la Provincia de Buenos Aires, posteriormente entre 1987 y 1989 fue subsecretario de Gestión Educativa, Ministerio de Educación de la Nación y desde 1996 a 2002 se desempeñó en la Comisión Nacional de Evaluación y Acreditación Universitaria (CONEAU) presidiéndola entre 2000 y 2002.
Entre 2002 y 2005 fue secretario de Políticas Universitarias del Ministerio de Educación, Ciencia y Tecnología de la Nación
Y entre 2013 y 2016 fue rector del Instituto Universitario River Plate, institución que como homenaje le puso su nombre a su biblioteca.

## Antecedentes en docencia
En 1994 fue profesor por concurso de Política Educativa Facultad de Ciencias Humanas UNICEN, y entre 1995-2020 fue profesor invitado y/o visitante de la Maestría en Docencia Universitaria de las Universidades Nacionales de Mar del Plata, San Luis, Tecnológica Nacional y Universidad de Mendoza
Entre 2000 y 2020 fue Profesor Consulto de la UNICEN

## Candidaturas
En 2015, Pugliese fue candidato a vicegobernador de la provincia de Buenos Aires en las Elecciones a gobernador de Buenos Aires 2015 acompañando al senador nacional Jaime Linares del Partido GEN en la alianza Progresistas. En las elecciones primarias la fórmula Linares-Pugliese ganó con el 67,36 % (211 460 votos) a la fórmula Ceballos-Vuoto 32,64 % (102 473 votos).
En las elecciones generales la fórmula obtuvo el 2.35 % (215.159 votos) quedando en quinto lugar.
Elecciones General Gobernador de Buenos Aires 2015
| Fórmula                                               | Partido/Coalición                      | Votos     | Porcentaje |
| ----------------------------------------------------- | -------------------------------------- | --------- | ---------- |
| María Eugenia Vidal (PRO) - Daniel Salvador (UCR)     | Cambiemos                              | 3.609.312 | 39.42 %    |
| Aníbal Fernández - Martín Sabbatella                  | Frente para la Victoria                | 3.230.789 | 35.28 %    |
| Felipe Solá - Daniel Arroyo                           | Unidos por una Nueva Alternativa       | 1.763.241 | 19.26 %    |
| Néstor Pitrola (PO) - Rubén "Pollo" Sobrero (Izq.Soc) | Frente de Izquierda y los Trabajadores | 338.159   | 3.69 %     |
| Jaime Linares (GEN) - Juan Carlos Pugliese            | Progresistas                           | 215.159   | 2.35 %     |

## Publicaciones
- Reforma del Estado y Reforma Universitaria; en Revista Generación 1999.

- El Sistema de Evaluación de la calidad en la Argentina. Anuario 2001 de Educación Superior de la República Argentina. Revista Cultura.

- Tendencias Actuales en la Gestión Universitaria. IIPE-Unesco. París 2002. Introducción.

- Políticas actuales de evaluación y acreditación universitarias. En Las Miradas de la Universidad III Encuentro Nacional Pedro Krotsch Compilador 2003.

- El Sistema Universitario Argentino. Evaluación y Propuestas, en Córdoba Eje XXI La Universidad Pública en la respuesta iberoamericana a la Globalización. Colección Extremadura.

- Análisis de los antecedentes, criterios y procedimientos para la evaluación institucional universitaria en la Argentina (1996/2002) con César Peón Documentos de Trabajo nº 101 Universidad de Belgrano.

- Políticas de Estado para la Universidad Argentina. Editor MECyT-SPU.

 (enlace roto disponible en Internet Archive; véase el historial, la primera versión y la última).
- La Calidad en el Sistema Universitario Argentino, en Colección Aula Abierta La Calidad educativa en un mundo globalizado, intercambio de experiencias y perspectivas. Universidad de Alcalá de Henares, Mario Martín Bris Coordinador 2001. ISBN 84-8138-432-1, pags 161-180

- Políticas Nacionales de Educación Superior en contextos de sociedad del conocimiento y reformas para el mejoramiento de la calidad. Conferencia en Universidad Siglo XXI Brasilia 2003.

- Problemas Administrativos de la Autonomía Universitaria. Conferencia UBA 2004.

- Principales características del sistema universitario argentino. Universidad 2004 por un mundo mejor. La Habana Cuba. Conferencia.

- La cooperación en Educación Superior en América Latina: situación actual y perspectivas futuras con Gabriela Siufi en Circunstancia: revista de ciencias sociales del Instituto Universitario de Investigación Ortega y Gasset, ISSN 1696-1277, año 2005, Nº 8